# If....
De film if.... is een speelfilm uit 1968 van Britse makelij, onder regie van Lindsay Anderson met in de hoofdrol Malcolm McDowell en Richard Warwick.
De film volgt een aantal leerlingen op een Britse kostschool. Ze worden geconfronteerd met sadisme van oudere leerlingen, lijfstraffen en onderdrukte homoseksualiteit. Uiteindelijk ontketenen drie leerlingen een opstand waarbij ze op leraren schieten met machinegeweren. In Engeland werd de film aanvankelijk als te controversieel en gewelddadig gezien en voorzien van een X-rating.

## Verhaal
Aan het begin van het nieuwe schooljaar op een Britse kostschool lijkt alles normaal. De leerlingen van de eerste jaargangen worden gedomineerd en in de gaten gehouden door de oudejaarsleerlingen, de Whips (zwepen). Die namen danken ze aan de zweepjes die de jongens bij zich dragen om lijfstraffen uit te delen. Hoewel Mick Travis tot de oudere leerlingen behoort is hij geen Whip. Travis wil zich absoluut niet conformeren aan de tradities van de Britse kostschool. Naarmate het schooljaar vordert komt hij meer en meer in opstand tegen de Whips, de leraren en het hoofd van de school. Zo steelt hij bijvoorbeeld een motor en heeft seks met een serveerster. Travis staat niet alleen in zijn strijd, ook zijn vriend Wallace vertoont onaangepast gedrag. Onderdrukte homoseksualiteit is vrij algemeen op de school, maar Wallace heeft bijna openlijk een verhouding met een van de jongere leerlingen en gaat met hem naar bed. Als het gedrag van Travis en Wallace de spuigaten uitloopt, grijpt de leiding in. Ze worden veroordeeld tot een extreem aantal zweepslagen van de Whips, waarbij ze tot bloedens toe worden geslagen. De straf op zich is niet genoeg en de jongens dreigen ook van school te worden gestuurd. Gefrustreerd zoeken ze een uitweg en vinden die in de ontdekking van een kist met automatische wapens en munitie. Als op de feestelijke dag ter ere van de stichting van de school de ouders van de leerlingen langs komen, barst plotseling een hevig geweervuur los. Travis en zijn vrienden zitten op het dak van de school en vuren op alles wat beweegt. De leraren en de Whips halen nu ook wapens uit het wapendepot van de school en schieten terug. Als het hoofd van de school wanhopig probeert vrede te stichten wordt hij doodgeschoten. De film eindigt met een close-up van de schietende Travis.

## Rolverdeling
| Acteur           | Personage   | Opmerkingen |
| ---------------- | ----------- | ----------- |
| Malcolm McDowell | Mick Travis | hoofdrol    |
| Richard Warwick  | Wallace     | hoofdrol    |
| David Wood       | Johnny      |             |
| Robert Swann     | Rowntree    |             |
| Peter Jeffrey    | Headmaster  |             |

## Achtergrond
Lindsay Anderson, oorspronkelijk documentairemaker, wilde met if… lucht geven aan zijn gevoelens over de groeiende onvrede in de wereld anno 1968. Nadat de hippiebeweging tijdens de "Summer of Love" in 1967 wereldvrede predikte ontstonden er in 1968 veel studentenopstanden (zie Mei '68). Anderson wilde deze revolutionaire tijden in if… in beeld brengen. Andersons tweede inspiratiebron was de Franse film Zéro de conduite (1933) van Jean Vigo, waarin schooljongens in opstand komen maar met groente in plaats van machinegeweren. Vanwege het sadistische geweld kreeg de film een X-rating, wat inhoudt dat de film enkel door volwassenen mag worden gezien. Later groeide de film uit tot een cultfilm en thans wordt het gezien als een van de beste Britse films aller tijden. Het scenario van de film is van David Sherwin die zich bij het schrijven liet inspireren door zijn eigen kostschooltijd op Tonbridge School in Kent. Het scenario was oorspronkelijk getiteld Crusaders en heeft enige raakvlakken met Rebel Without a Cause van Nicholas Ray. Sherwin had graag gezien dat Ray als regisseur zou zijn aangetrokken, maar die moest van het karwei afzien vanwege een zenuwinzinking. De film was het debuut van acteur Malcolm McDowell en leverde hem later een rol op in A Clockwork Orange (1971) van Stanley Kubrick.

## Productie
De film werd grotendeels op locatie opgenomen in Cheltenham College, Gloucestershire. Een aantal scènes zijn opgenomen in en nabij Aldenham School, Elstree, Hertfordshire. Cheltenham College was de oude school van regisseur Anderson en hij had samen met het toenmalige hoofd van Cheltenham College, David Ashcroft, het bestuur overgehaald om de film daar te mogen opnemen. Het bestuur ontving duizend pond per dag voor een draaiperiode van twintig werkdagen. Anderson maakte in de maanden maart-april 1968 drie weken lang opnamen in en om Cheltenham College. Veel van de kostschoolleerlingen die figureren, zijn echte leerlingen van het College. Tijdens de filmopnamen raakte het geld op en Anderson zag zich gedwongen om een deel van de productie in zwart-wit op te nemen. Later verklaarde hij dat ook de glas-in-loodramen in de kapel van het college slecht daglicht doorlieten, hierdoor lijken de opnamen in een soort sepia te zijn gehuld. Veel bioscoopbezoekers waren er echter van overtuigd dat de film om artistieke redenen overgaat van kleur naar zwart-wit.

## Prijzen
In 1969 won if.... de Grand prix op het filmfestival van Cannes.